# チェロソナタ第2番 (ベートーヴェン)
チェロソナタ第2番（チェロソナタだいにばん）ト短調 作品5-2は、ルートヴィヒ・ヴァン・ベートーヴェンが作曲したチェロソナタ。演奏時間は約27分。

## 概要
チェロソナタ第1番と同じく、ウィーンからプロイセンにかけて旅行中の1796年の半ばに作曲され、第1番の完成後、作曲に着手し、おそらく短期間で作曲されたと推測されている。初演は同年ベルリンで高名なチェロ奏者デュポール兄弟のチェロとベートーヴェンのピアノで行われた（第1番と同じく日時は不明）。楽譜はのちにアルタリア社から出版され、フリードリヒ・ヴィルヘルム2世に献呈された。
第1番よりひときわすぐれた内容を備えており、叙情性が豊かで流麗な美しさが全曲に見られる。わずかであるが、第1番より高い音域を使っている。

## 曲の構成
第1番と同じく緩徐楽章・スケルツォ楽章を欠いている。
第1楽章 Adagio sostenuto ed espressivo - Allegro molto piu tosto presto
ソナタ形式で、アダージョ・ソステヌート・エド・エスプレッシーヴォの長大な序奏（ト短調、4分の4拍子）と、アレグロ・モルト・ピウ・トスト・プレストの主部（ト短調、4分の2拍子）から構成されている。当時のソナタの冒頭楽章としては、第1番の第1楽章と並んで異様なほど長大で、提示部のみならず展開部から再現部まで反復があるため、全て実行すると20分にも及ぶ。
第2楽章 Rondo, Allegro
ト長調。ロンド形式で、歌ったり、憂鬱な雰囲気になるなど曲想が変転する楽章である。